# Auried (Naturschutzgebiet)

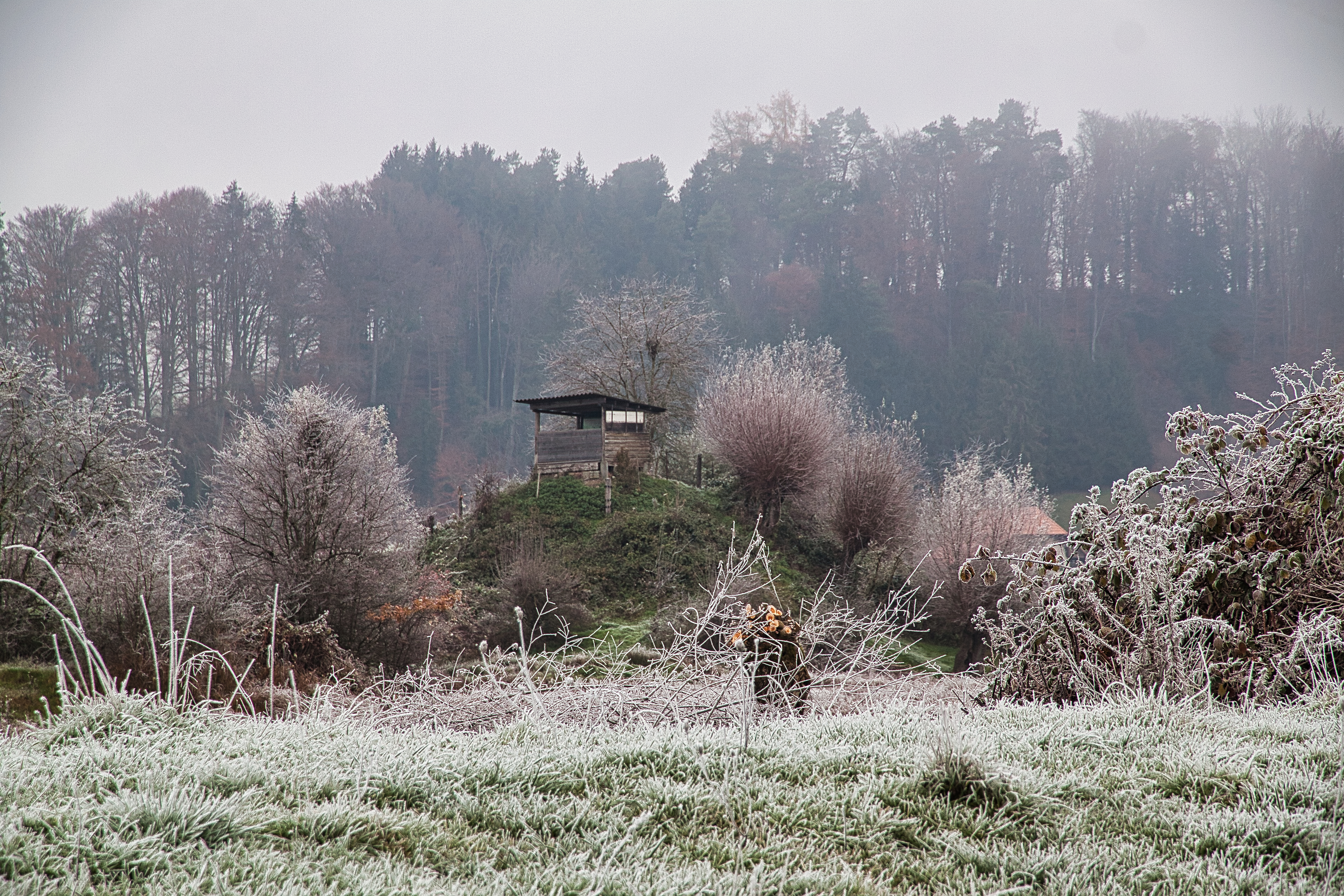
Aussichtspunkt im Auried

Das Auried ist ein 15 ha grosses Amphibienlaichgebiet von nationaler Bedeutung in der Gemeinde Kleinbösingen im Kanton Freiburg, Schweiz.

## Lage
Das Auried liegt nordöstlich vom Dorf Kleinbösingen auf der linken Seite der kanalisierten Saane. Seit 1981 ist das über 15 ha grosse Naturschutzgebiet geschützt, seit 2001 als Amphibienlaichgebiet von nationaler Bedeutung ausgewiesen. Das Gebiet führt im entsprechenden Bundesinventar und in der Liste der Amphibienlaichgebiete von nationaler Bedeutung im Kanton Freiburg die Identifikationsnummer FR 132 und in der Common Database on Designated Areas (CDDA) bzw. der World Database on Protected Areas (WDPA) die Nr. 347499. Eigentümer des Aurieds ist Pro Natura. Für die Pflege und Verwaltung des Aurieds ist die Auried-Kommission zuständig.
Der Untergrund ist eine Süsswassermolasse, auf dem sich eine 2 bis 5 m dicke Kies-Schotter-Schicht befindet. Von den 15 ha Fläche sind ca. 9 ha Grünland, das aus Wiesen und Riedwiesen besteht. Hecken und Büsche machen einen Anteil von 2,2 ha aus und das künstliche Wassersystem 2,7 ha. Das Röhricht und Pionierstandorte machen 1 ha der Fläche aus.

## Flora und Fauna
Aktuell laichen 8 verschiedene Amphibienarten im Auried, darunter der Kammmolch und der Laubfrosch. Gerade beim Laubfrosch zählt das Auried zu den 10 wertvollsten Naturschutzgebieten in der Schweiz. Im Auried gibt es 187 verschiedene Vogelarten zu beobachten, davon sind ca. 89 Brutvögel. Auch wurden in den letzten 10 Jahren 52 Libellenarten gesehen und eine Biberfamilie bewohnt das Auried.
Wegen seiner guten Zugänglichkeit für Passanten hat das Auried eine wichtige Funktion in der Umwelterziehung.

### Amphibien
Aktuell befinden sich im Auried 7 verschiedene Amphibienarten. Es handelt sich dabei um den Grasfrosch (Rana temporaria), den Grünfrosch (Pelophylax sp.), den Europäischen Laubfrosch, die Erdkröte (Bufo bufo), den Fadenmolch (Lissotriton helveticus) und den Bergmolch (Ichthyosaura alpestris) sowie den Nördliche Kammmolch. Der Europäische Laubfrosch ist klar der Star des Gebiets und weist eine der grössten Population der Schweiz auf. Gemäss A. Aebischer und J. Studer, Freiburger Biologen, lebte der Kammmolch 1998 ausser am Neuenburgersee noch an vier Standorten im Kanton Freiburg, dazu gehörte das Auried.

### Insekten
Im Sommer fallen vor allem einige Fluglibellen auf wie etwa der Vierfleck (Libellula quadrimaculata), die Gestreifte Quelljungfer (Cordulegaster bidentata) und die Grosse Pechlibelle (Ischnura elegans). Hörbar sind etwa die Maulwurfsgrille (Gryllotalpidae) oder die Sumpfgrille. In den letzten 10 Jahren konnten insgesamt 52 Libellenarten gesehen werden.

### Vögel
Das Auried hat grosse Bedeutung als Rast- und Brutplatz für Vögel. Über 190 Arten liessen sich schon feststellen, davon ein Drittel als Brutvögel.

## Pflege
Was bis im letzten Jahrhundert noch die frei fliessende Saane schaffte, nämlich eine dynamisch ändernde Auenlandschaft mit Lebensräumen für Auenbewohner herzustellen, das bewerkstelligt man heute mit schottischen Hochlandrindern, Baggern und freiwilligen Einsätzen. Die Rinder, an mageres Futter und den Aufenthalt im Freien gewohnt, fressen und verwerten das, was wächst und früher gemäht werden musste. Damit und mit dem gelegentlichen Einsatz von Baggern und Freiwilligen wird verhindert, dass das Auengelände verbuscht und sich später zu einem Wald auswächst. Sorgen bereiten einige invasive Arten, weil sie die heimischen Arten verdrängen. Ursprünglich illegal ausgesetzt, bedrohen Goldfische heimische Amphibien und Insekten, weil die Goldfische u. a. deren Eier fressen. Der Seefrosch verdrängt die einheimischen Wasserfrösche. Auch das Einjährige Berufkraut und die Kanadische Goldrute müssen bekämpft werden. 

## Geschichte
Bis ins 20. Jahrhundert konnte sich die Saane in der zwischen 200 und 500 m breiten Saaneau bei Kleinbösingen ihren Weg frei wählen. Sie mäanderte dementsprechend, schuf Nebenarme, dauernde und temporäre Kleingewässer und Kiesbänke, wie die Siegfriedkarte von 1921 zeigt. Dieses Feuchtgebiet war geprägt von Überschwemmungen, Sandbänken und Kieshaufen, die sich im Laufe der Jahreszeiten und der wechselnden Wasserstände der Saane häufig änderten. Damit entstanden Lebensräume für Pionierpflanzen und vor allem für Amphibien.
Diese Dynamik endete in den 1940er Jahren mit der Kanalisierung der Saane und 1964 mit der Eröffnung des Schiffenenstaudamms. Damit konnte die Saane ihr landschaftsbildendes Potenzial dank regelmässiger Überschwemmungen nicht mehr entfalten. Das bedeutete das Ende vieler Lebensräume, die für Amphibien und Pionierpflanzen unentbehrlich sind. Hätte man die Natur sich selbst überlassen, wäre die Auenlandschaft bald verbuscht und schliesslich verwaldet und der Lebensraum für die typischen Auenbewohner verloren gewesen. In der Folge wurde die ehemalige Auenlandschaft vorwiegend landwirtschaftlich genutzt.
Ab 1963 wurde auf dem Auriedgelände Kies abgebaut. Damit entstanden verschiedene Strukturen wie Kieshaufen, Tümpel, Sandbänke und eine Dynamik, die der früheren Auenlandschaft ähnlich war. Die ehemaligen Auenbewohner fanden sich wieder ein und siedelten sich in den künstlich entstandenen Lebensräumen wieder an.
Zur selben Zeit diente das Auried auch als reguläre Abfalldeponie. Naturliebhaber wurden auf die erstaunliche Artenvielfalt in der Kiesgrube aufmerksam und schlossen sich zum «Initiativkomitee zum Schutz der Weiher von Kleinbösingen» zusammen. Das Komitee versuchte, die Bevölkerung und die Behörde vom Wert des Gebiets zu überzeugen. Doch der Gemeinderat wollte die Zone dem Industriegebiet Bösingen/Laupen anschliessen. Zu diesem Zweck war auch eine Eisenbahnbrücke über die Saane geplant. Nach rund 10 Jahren genehmigte die Gemeindeversammlung von Bösingen am 19. April 1980 den Verkauf des Aurieds für 415'000 Franken an den damaligen Schweizerischen Bund für Naturschutz (heute Pro Natura). Für die Finanzierung führte der Schweizer Heimatschutz gemeinsam mit Pro Natura ihre Aktion zugunsten des Naturschutzes mit dem Sujet des Aurieds auf dem Schoggitaler durch. 1981 wurde das Gebiet unter Naturschutz gestellt. Die Auried-Kommission wurde eingesetzt. Ihre Aufgabe ist es, die Pflege und die Erhaltung des Aurieds zu sichern. 1985 wurde der Kiesabbau eingestellt.
Seit 2001 ist das Auried im Bundesinventar der Amphibienlaichgebiete von nationaler Bedeutung registriert und von der Europäischen Umweltagentur als geschütztes Gebiet in ihrer Datenbank mit der ID 347499 identifiziert.
Im Auried steht ein über 2,5 m hoher Aussichtshügel.

Vielfältige Lebensräume
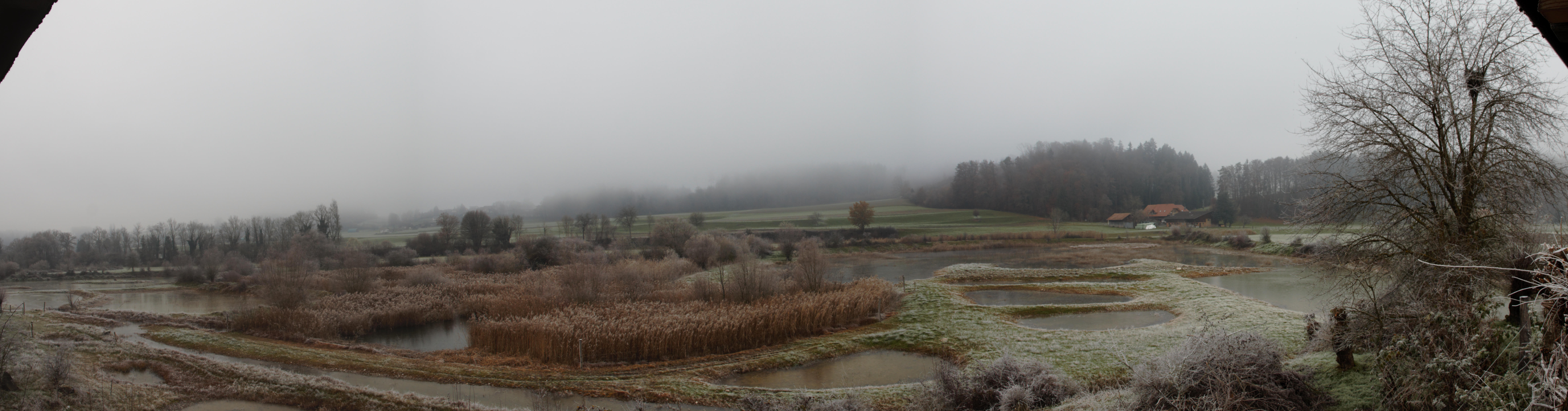
Zahlreiche Kleingewässer, Schilfgürtel, Hecken und Wiesen
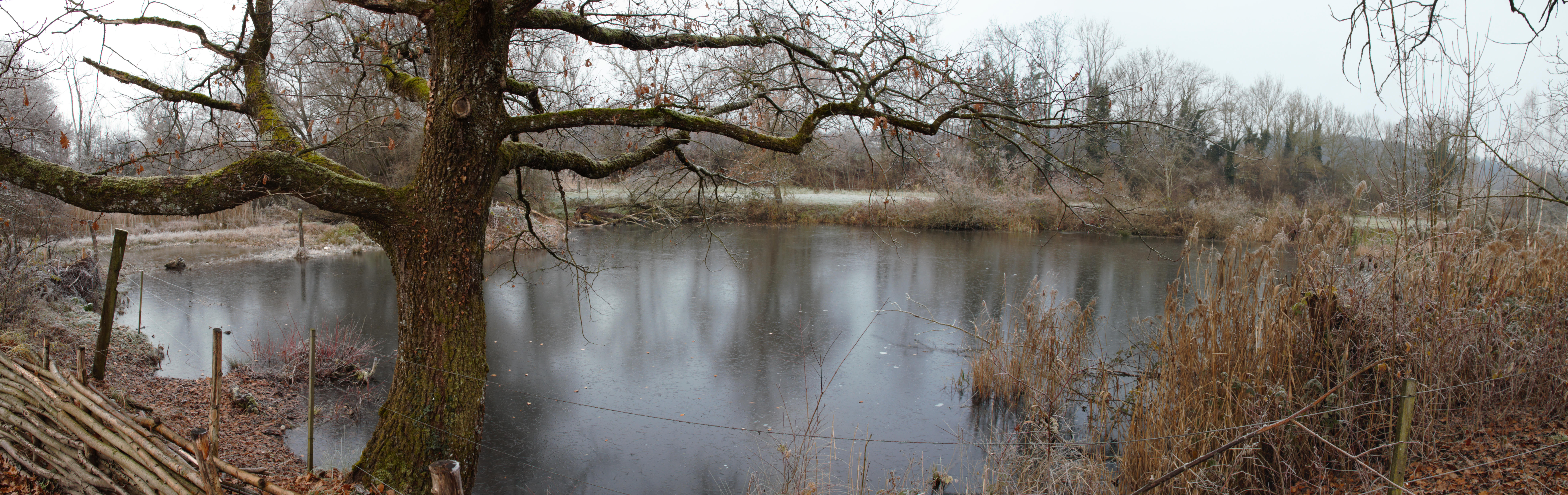
Weiher umgeben von Schilf und Gebüsch
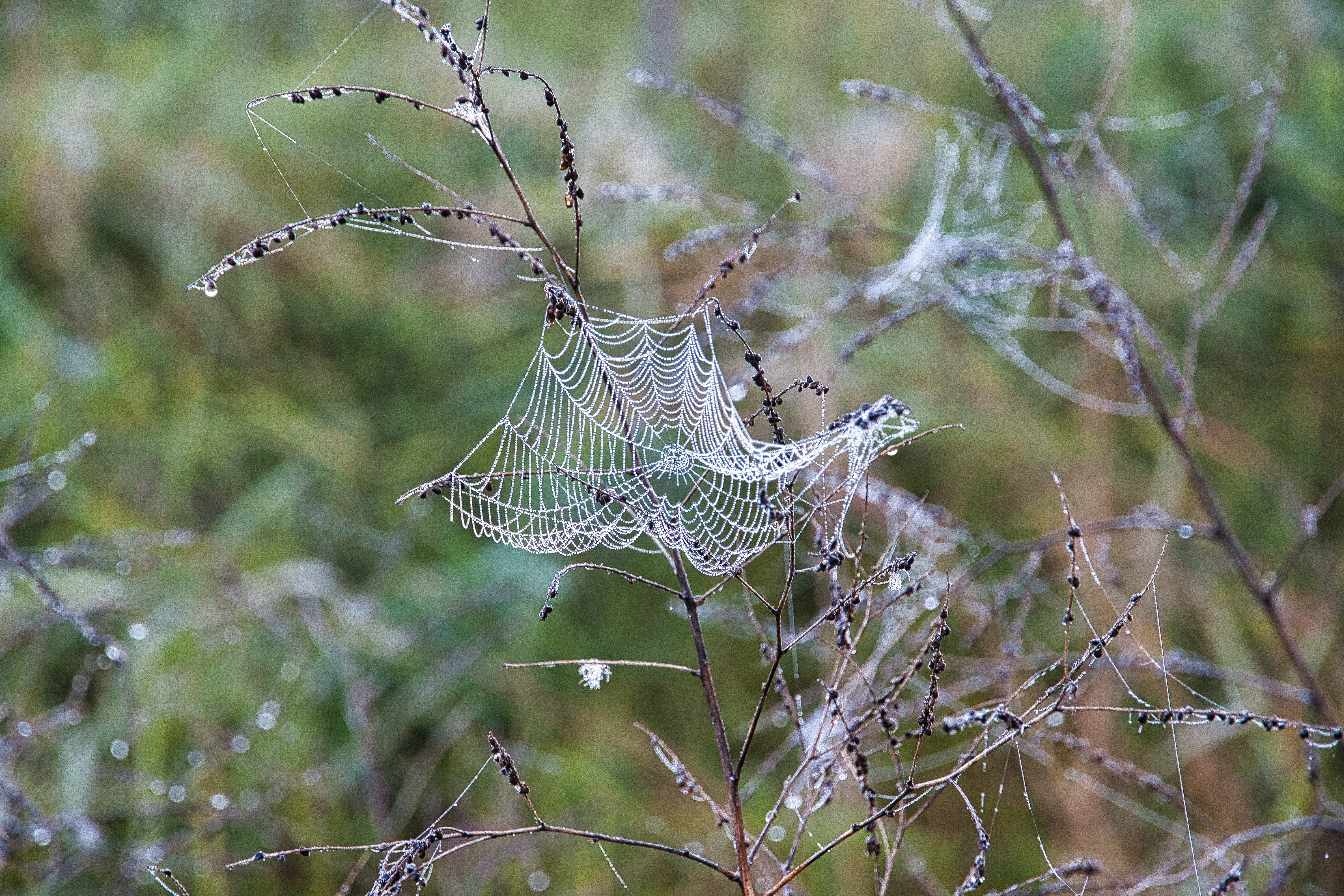
Spinnennetz am Morgen
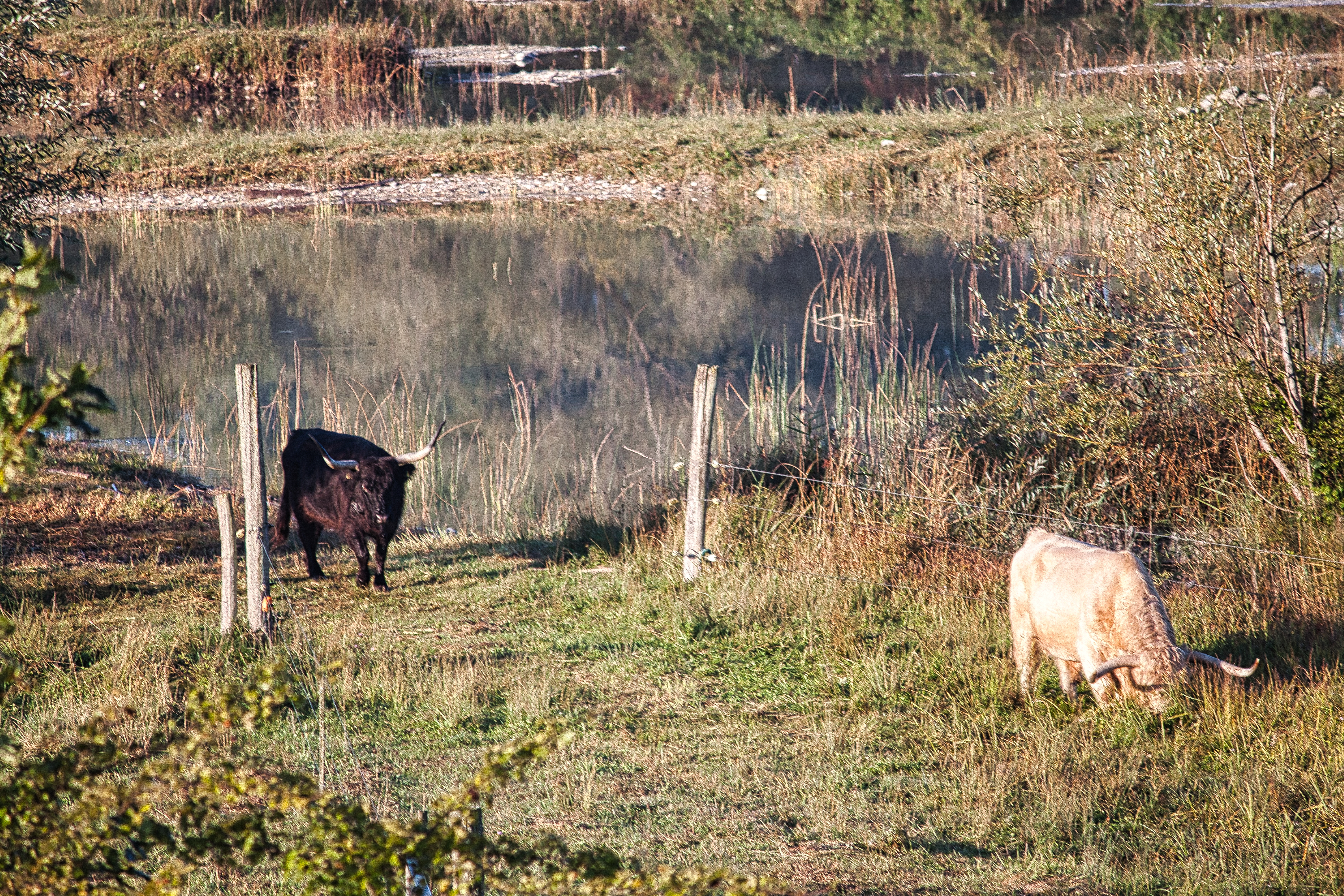
Hochlandrinder

Einheitliches Informationssystem mit dem Logo Schweizer Schutzgebiet
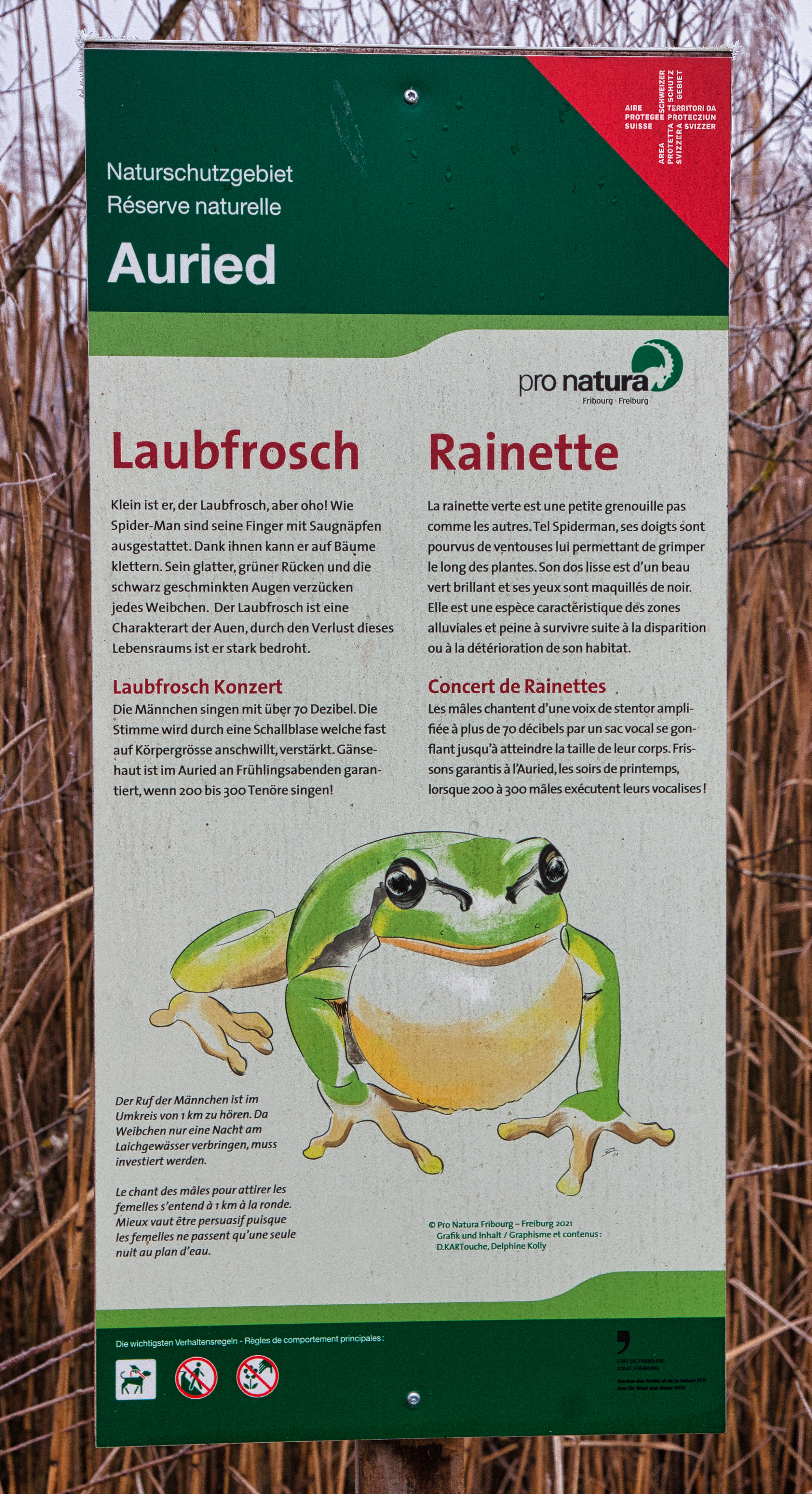
Infotafel zum Laubfrosch
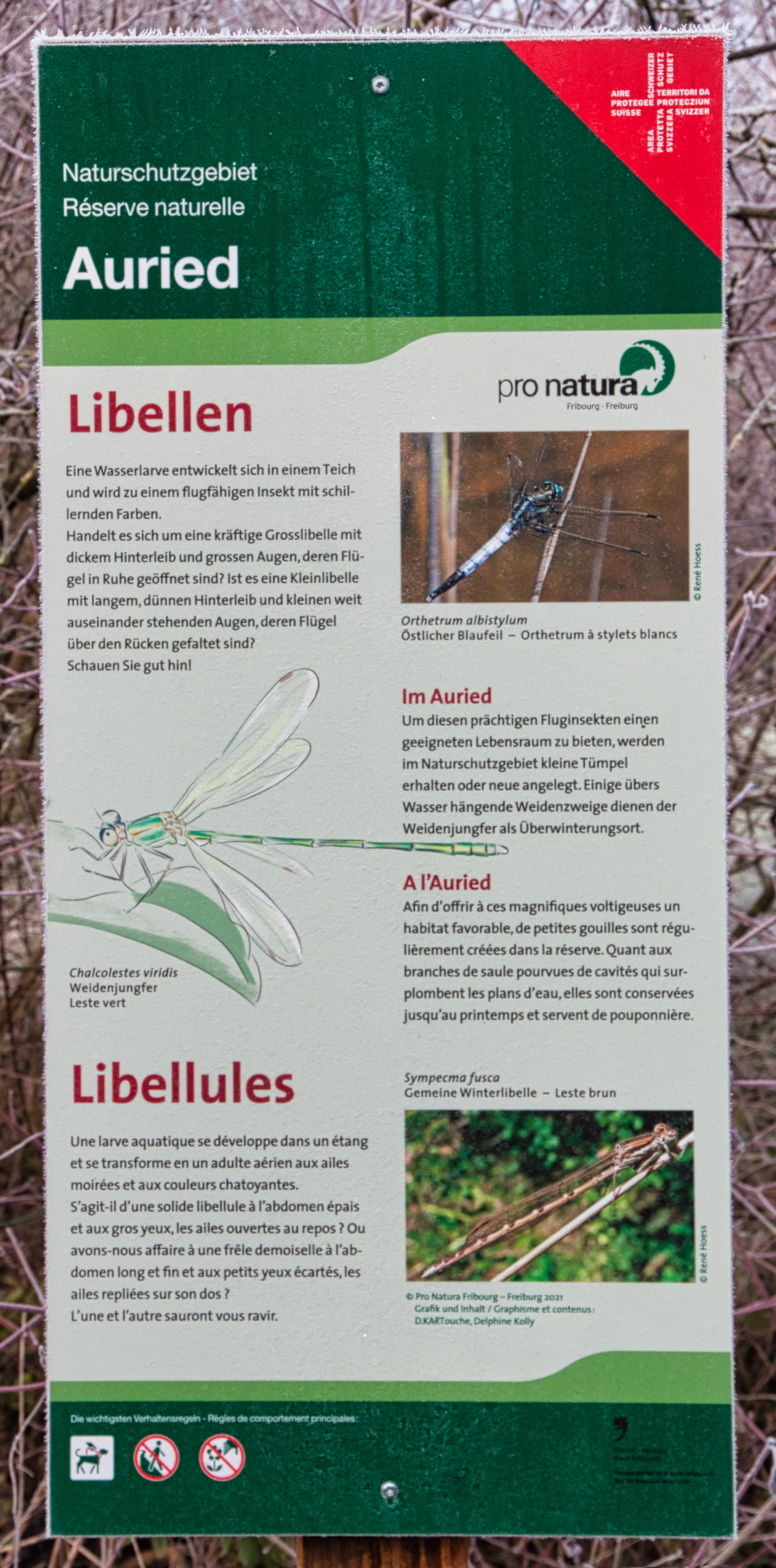
Infotafel zu den Libellen
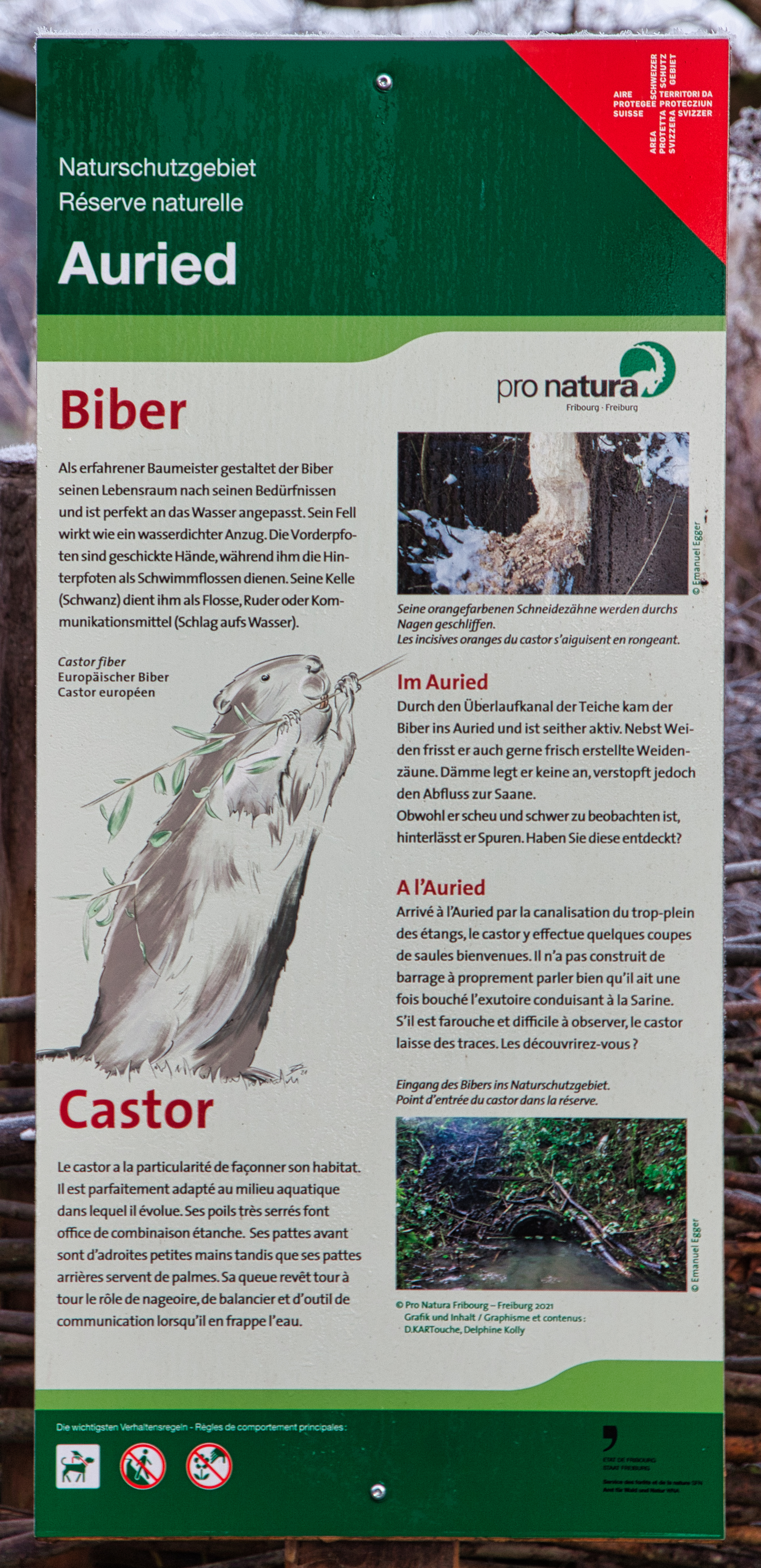
Infotafel zum Biber
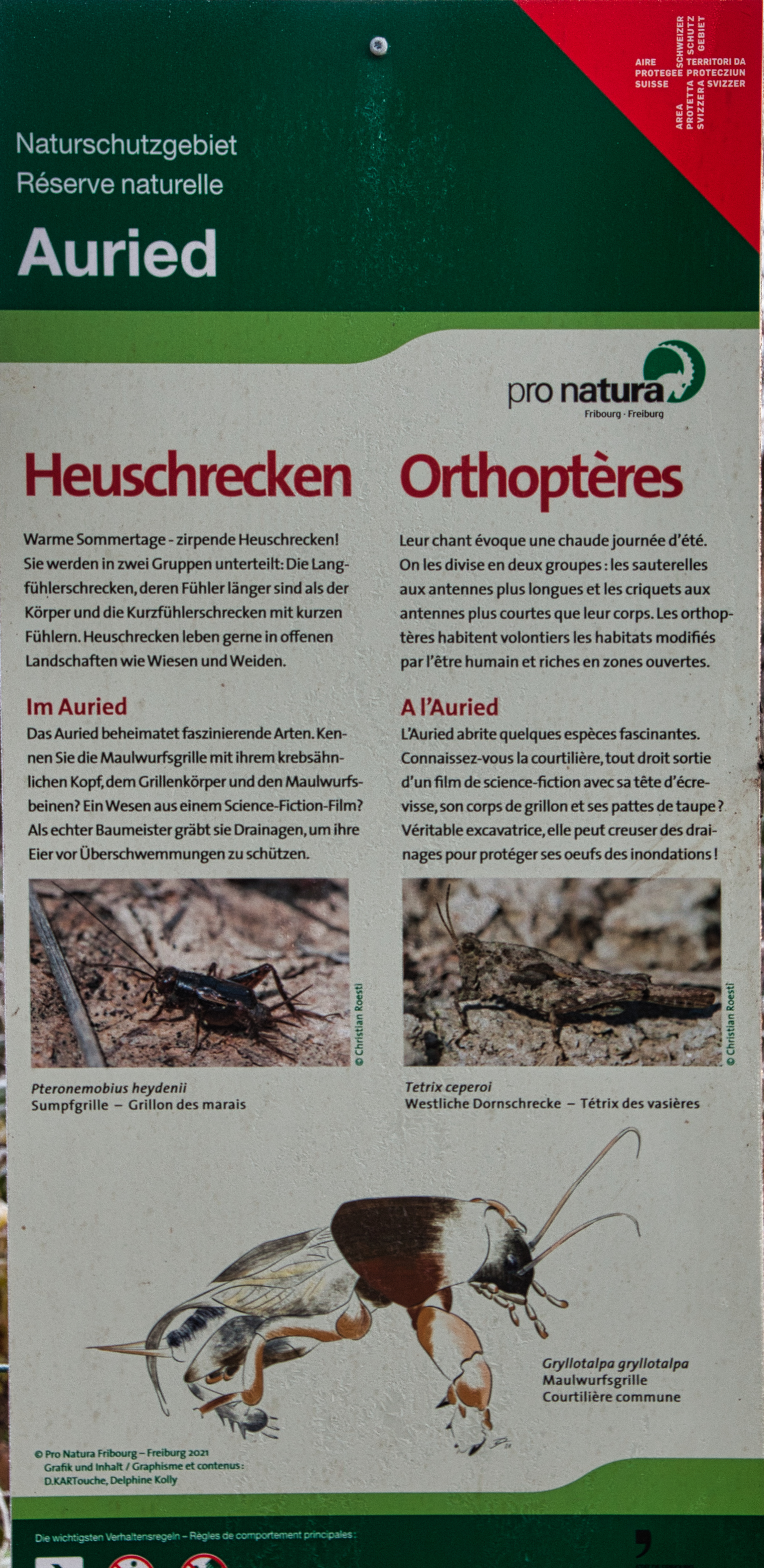
Infotafel zu den Heuschrecken
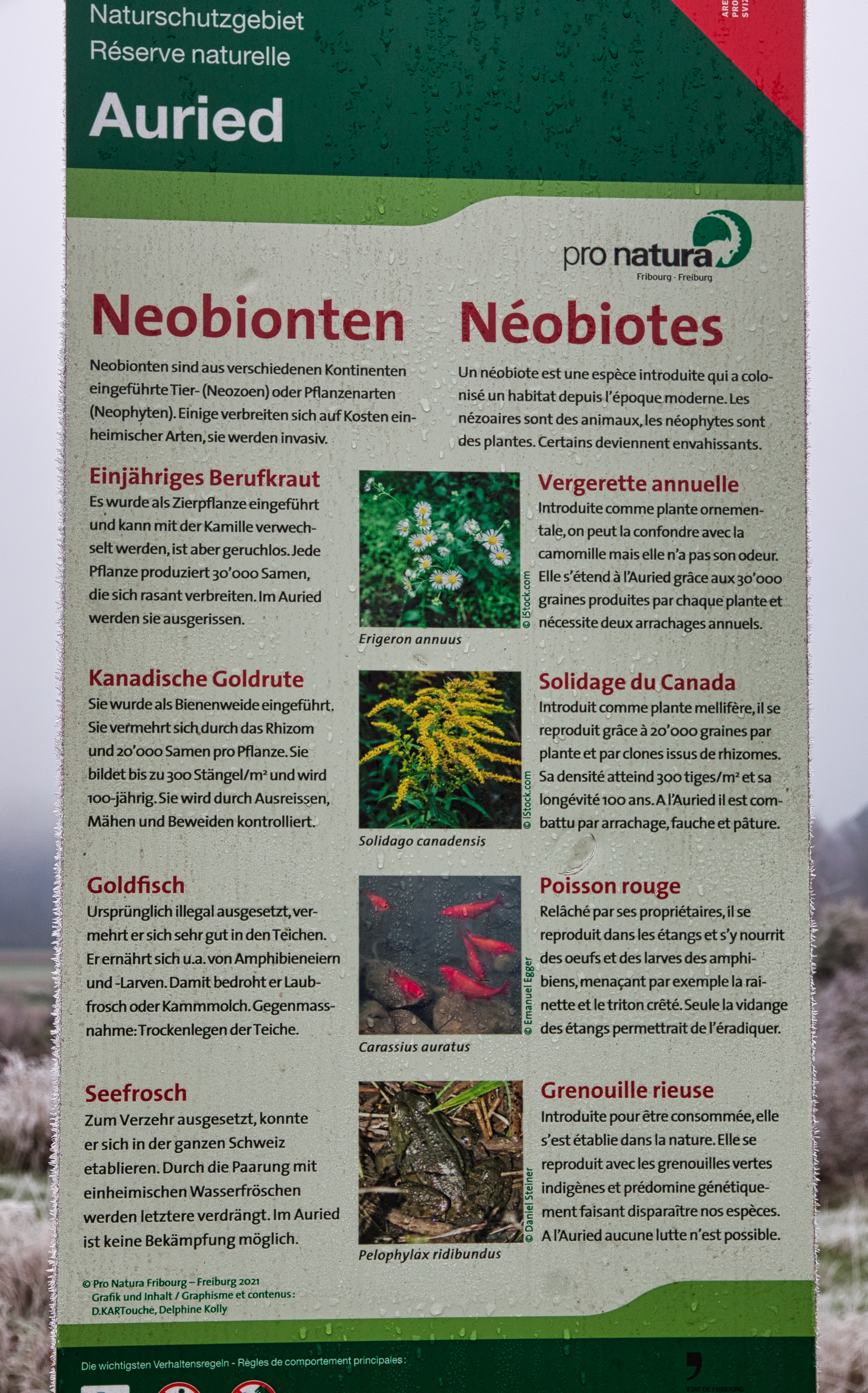
Infotafel zu den Neobionten
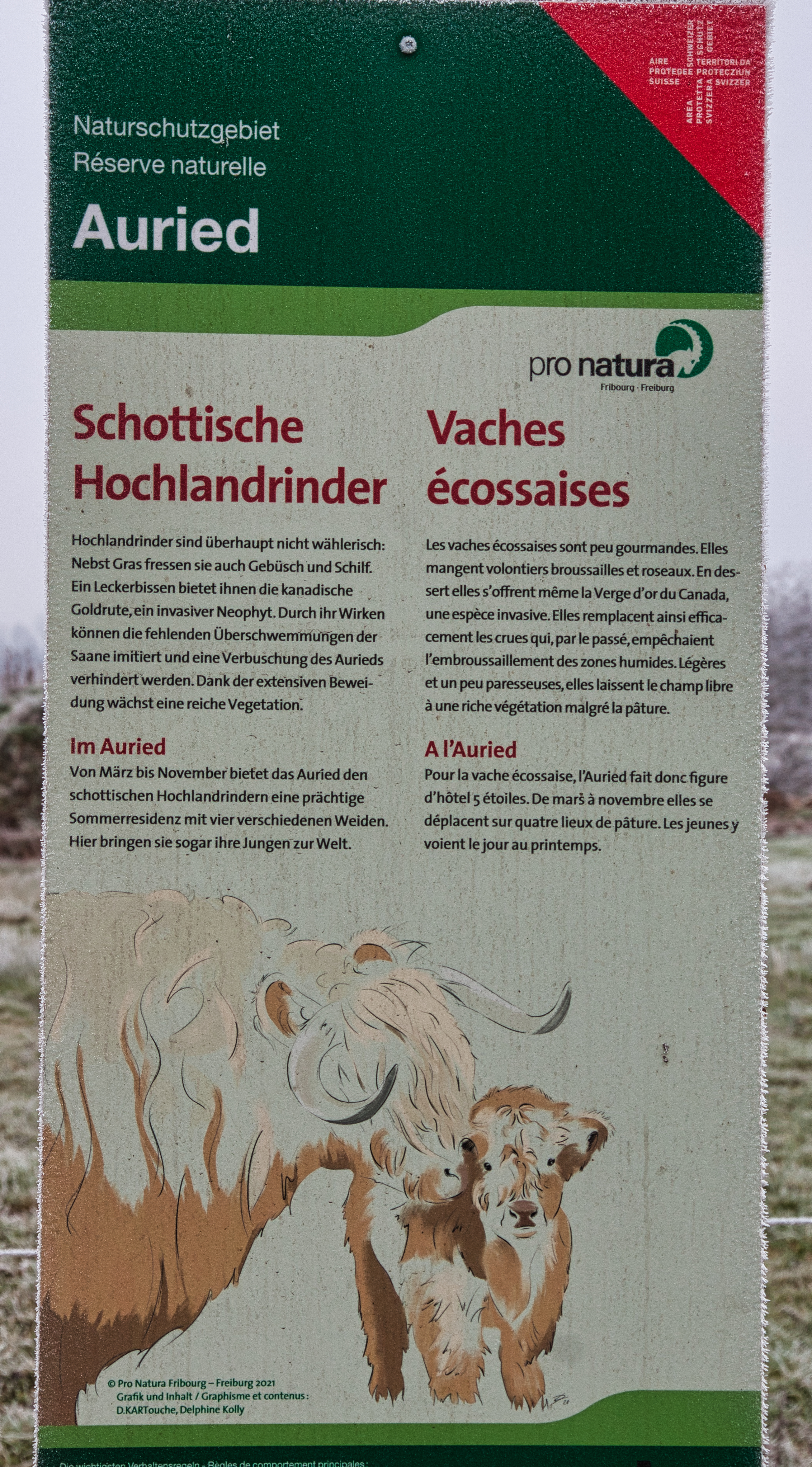
Infotafel: Schott. Hochlandrindern
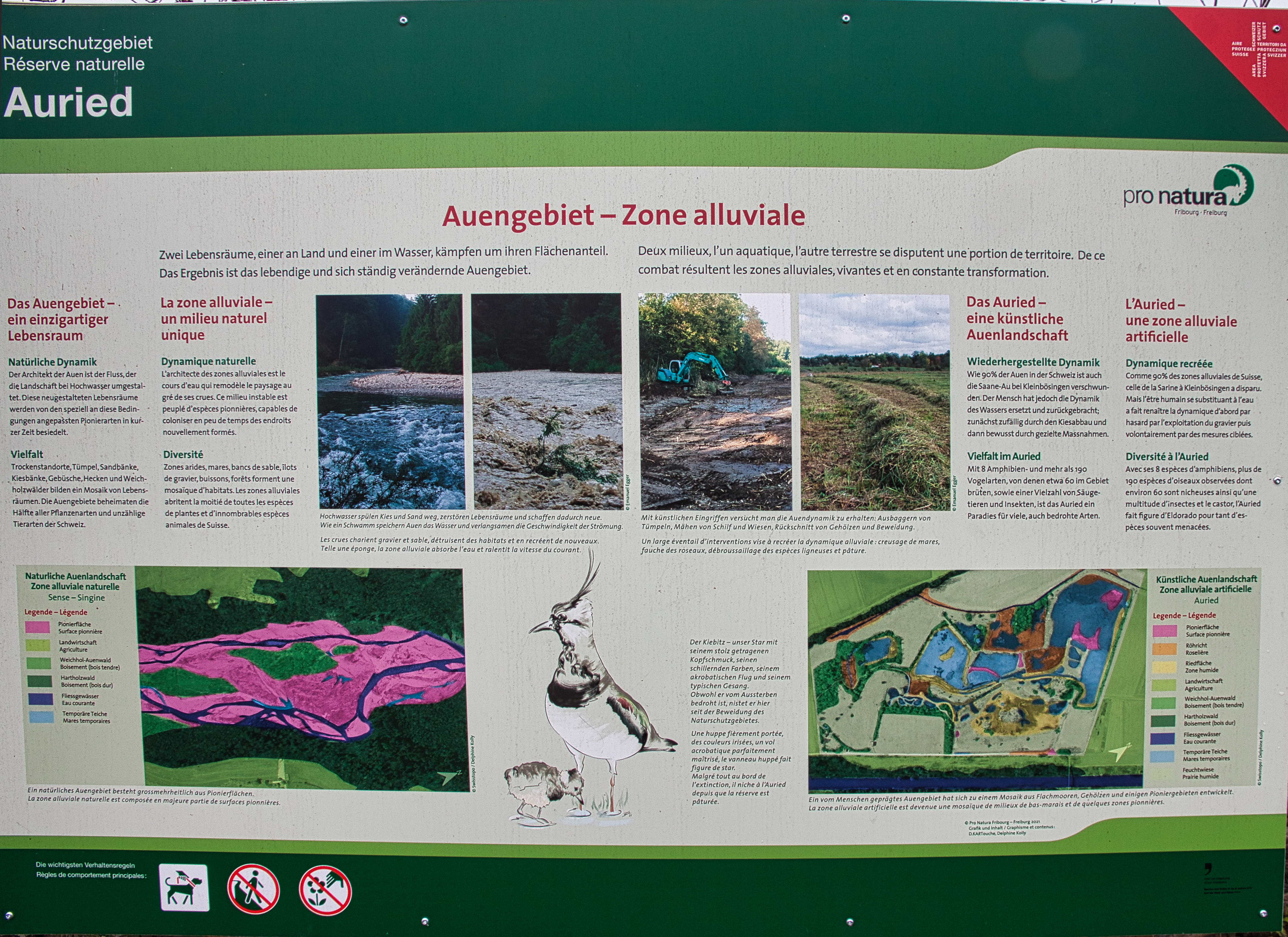
Grosse Infotafel mit Fotos und Karten